# أسيك ميموزا
نادي أسيك ميموزا (بالفرنسية: ASEC Mimosas)‏ هو نادي كرة قدم من ساحل العاج تأسس سنة 1948. يعتبر من بين النوادي الكبيرة على مستوى كرة القدم في ساحل العاج ومن بين أكثر الاندية تمثيلا لساحل العاج في مسابقة دوري أبطال أفريقيا إلى جانب نادى أفريكا سبورتس، ويلعب في دوري الدرجة الممتازة.

## إنجازات فريق كرة القدم
- بطل دوري ابطال أفريقيا عام 1998
- وصيف دوري ابطال أفريقيا عام 1995
- بطل كأس السوبر الأفريقي: عام 1999

## روابط خارجية
- الموقع الرسمي